# ماریا لاخ ام یورلینگ
ماریا لاخ ام یورلینگ (به آلمانی: Maria Laach am Jauerling) یک منطقهٔ مسکونی در اتریش است که در ناحیه کرمس-لاند واقع شده‌است. ماریا لاخ ام یورلینگ ۹۶۳ نفر جمعیت دارد.